# Alemania Occidental en los Juegos Paralímpicos de Seúl 1988
Alemania Occidental estuvo representada en los Juegos Paralímpicos de Seúl 1988 por un total de 188 deportistas, 145 hombres y 43 mujeres.

## Medallistas
El equipo paralímpico obtuvo las siguientes medallas:
| Nombre | Deporte                       | Evento                                                 |
| --- | ----------------------------- | ------------------------------------------------------ |
| Oro |                               |                                                        |
| Petra Buddelmeyer | Atletismo                     | 100 m A6A8A9L4 femenino                                |
| Petra Buddelmeyer | Atletismo                     | 200 m A6A8A9L4 femenino                                |
| Petra Buddelmeyer | Atletismo                     | 400 m A6A8A9L4 femenino                                |
| Margit Quell | Atletismo                     | 1500 m 2 femenino                                      |
| Margit Quell | Atletismo                     | 5000 m 2 femenino                                      |
| Margit Quell | Atletismo                     | 10 000 m 2 femenino                                    |
| Britta Jänicke | Atletismo                     | Disco A6A8A9L6 femenino                                |
| Britta Jänicke | Atletismo                     | Jabalina A6A8A9L6 femenino                             |
| Reinhild Möller | Atletismo                     | 200 m A4A9 femenino                                    |
| Yolande Hansen | Atletismo                     | 1500 m 1C femenino                                     |
| Elka Munker | Atletismo                     | Disco 5 femenino                                       |
| Brigitte Otto-Lange | Atletismo                     | Jabalina B1 femenino                                   |
| Errol Marklein | Atletismo                     | 100 m 2 masculino                                      |
| Errol Marklein | Atletismo                     | 200 m 2 masculino                                      |
| Errol Marklein | Atletismo                     | 400 m 2 masculino                                      |
| Heinrich Köberle | Atletismo                     | 1500 m 1A masculino                                    |
| Heinrich Köberle | Atletismo                     | 5000 m 1A masculino                                    |
| Heinrich Köberle | Atletismo                     | Maratón 1A masculino                                   |
| Edund Weber | Atletismo                     | Disco 1A masculino                                     |
| Edund Weber | Atletismo                     | Maza 1A masculino                                      |
| Edund Weber | Atletismo                     | Peso 1A masculino                                      |
| Hans Lubbering | Atletismo                     | 100 m 1A masculino                                     |
| Hans Lubbering | Atletismo                     | 200 m 1A masculino                                     |
| Gunther Obert | Atletismo                     | 400 m 1A masculino                                     |
| Gunther Obert | Atletismo                     | 800 m 1A masculino                                     |
| Hubert Burschgens | Atletismo                     | Jabalina A3A9 masculino                                |
| Hubert Burschgens | Atletismo                     | Peso A3A9 masculino                                    |
| Dirk Mimberg | Atletismo                     | Jabalina L5 masculino                                  |
| Dirk Mimberg | Atletismo                     | Peso L5 masculino                                      |
| Robert Figl | Atletismo                     | 100 m 3 masculino                                      |
| Wolfgang Petersen | Atletismo                     | 5000 m 2 masculino                                     |
| Gregor Golombek | Atletismo                     | 10 000 m 3 masculino                                   |
| Roberto Simonazzi | Atletismo                     | Peso A2A9 masculino                                    |
| Peter Hermann | Atletismo                     | Peso L4 masculino                                      |
| Ulrich Striegel | Atletismo                     | Triple salto B3 masculino                              |
| Siegmar Henker | Atletismo                     | Pentatlón 1C masculino                                 |
| Hermann Nortmann | Atletismo                     | Pentatlón 2 masculino                                  |
| Peter Weidkamp | Atletismo                     | Pentatlón 3 masculino                                  |
| Robert Figl Gregor Golombek Errol Marklein Wolfgang Petersen                                                                                        | Atletismo                     | 4 × 100 m 2-6 masculino                                |
| Robert Figl Gregor Golombek Errol Marklein Wolfgang Petersen                                                                                        | Atletismo                     | 4 × 200 m 2-6 masculino                                |
| Robert Figl Gregor Golombek Wolfgang Petersen Winfried Sigg                                                                                         | Atletismo                     | 4 × 400 m 2-6 masculino                                |
| Uwe Bartmann Dieter Leicht Wilfried Lipinski | Esgrima en silla de ruedas    | Espada por equipos masculino                           |
| Claudia Hengst | Natación                      | 100 m braza L6 femenino                                |
| Claudia Hengst | Natación                      | 100 m espalda L6 femenino                              |
| Claudia Hengst | Natación                      | 100 m mariposa L6 femenino                             |
| Claudia Hengst | Natación                      | 100 m libre L6 femenino                                |
| Claudia Hengst | Natación                      | 400 m libre L6 femenino                                |
| Claudia Hengst | Natación                      | 200 m estilos L6 femenino                              |
| Heidi Kopp | Natación                      | 100 m braza 6 femenino                                 |
| Heidi Kopp | Natación                      | 200 m estilos 6 femenino                               |
| Heidi Kopp | Natación                      | 400 m libre 6 femenino                                 |
| Britta Siegers | Natación                      | 100 m espalda L4 femenino                              |
| Holger Wölk | Natación                      | 100 m espalda L5 masculino                             |
| Holger Wölk | Natación                      | 100 m libre L5 masculino                               |
| Holger Wölk | Natación                      | 400 m libre L5 masculino                               |
| Holger Wölk | Natación                      | 200 m estilos L5 masculino                             |
| Heinz Barnbeck | Natación                      | 100 m espalda A7 masculino                             |
| Heinz Barnbeck | Natación                      | 100 m libre A7 masculino                               |
| Bernd Eickemeyer | Natación                      | 50 m braza 2 masculino                                 |
| Matthias Schlubeck | Natación                      | 50 m braza L3 masculino                                |
| Jochen Hahnengress | Natación                      | 100 m braza L6 masculino                               |
| Thomas Klinger | Natación                      | 100 m libre C8 masculino                               |
| Christiane Weninger | Tenis de mesa                 | Individual 3 femenino                                  |
| Thomas Kreidel | Tenis de mesa                 | Individual 4 masculino                                 |
| Manfred Emmel | Tenis de mesa                 | Individual 1C masculino                                |
| Thomas Kurfeß | Tenis de mesa                 | Individual TT3 masculino                               |
| Manfred Koller | Tenis de mesa                 | Individual TT7 masculino                               |
| Wolfgang Horsch Thomas Schmitt | Tenis de mesa                 | Equipo TT5 masculino                                   |
| Manfred Koller Marcus Vahle | Tenis de mesa                 | Equipo TT7 masculino                                   |
| Equipo | Tenis de mesa                 | Equipo 4 masculino                                     |
| Equipo | Tenis de mesa                 | Equipo 1B masculino                                    |
| Equipo | Tenis de mesa                 | Equipo 1C masculino                                    |
| Wolfgang Hess | Tiro                          | Rifle de aire de pie 2-6 masculino                     |
| Franz Falke Wolfgang Hess Loraine Schulz | Tiro                          | Rifle de aire de pie por equipos 2-6 mixto             |
| Franz Falke Wolfgang Hess Loraine Schulz | Tiro                          | Rifle de aire en tres posiciones por equipos 2-6 mixto |
| Rudolf Durrer Josef Giebel Bernd Heinrich Manfred Kohl Thomas Kruska Anton Probst Karl Quade Rudolf Schietering Siegmund Soicke Josef Weissenfels   | Voleibol de pie               | Torneo masculino                                       |
| Plata |                               |                                                        |
| Yolande Hansen | Atletismo                     | 100 m 1C femenino                                      |
| Yolande Hansen | Atletismo                     | 200 m 1C femenino                                      |
| Yolande Hansen | Atletismo                     | 400 m 1C femenino                                      |
| Jessica Sachse | Atletismo                     | 100 m A6A8A9L4 femenino                                |
| Jessica Sachse | Atletismo                     | 200 m A6A8A9L4 femenino                                |
| Reinhild Möller | Atletismo                     | 100 m A4A9 femenino                                    |
| Heike Madler | Atletismo                     | Jabalina B2 femenino                                   |
| Elka Munker | Atletismo                     | Peso 5 femenino                                        |
| Martina Willms | Atletismo                     | Peso C4 femenino                                       |
| Hans Lubbering | Atletismo                     | 400 m 1A masculino                                     |
| Hans Lubbering | Atletismo                     | 800 m 1A masculino                                     |
| Hans Lubbering | Atletismo                     | 5000 m 1A masculino                                    |
| Siegmar Henker | Atletismo                     | Disco 1C masculino                                     |
| Siegmar Henker | Atletismo                     | Peso 1C masculino                                      |
| Siegmar Henker | Atletismo                     | Pentatlón 1C masculino                                 |
| Matthias Bergamo | Atletismo                     | 100 m A5A7 masculino                                   |
| Matthias Bergamo | Atletismo                     | 200 m A5A7 masculino                                   |
| Gunther Obert | Atletismo                     | 200 m 1A masculino                                     |
| Gunther Obert | Atletismo                     | 1500 m 1A masculino                                    |
| Wolfgang Petersen | Atletismo                     | 200 m 2 masculino                                      |
| Wolfgang Petersen | Atletismo                     | 10 000 m 2 masculino                                   |
| Roberto Simonazzi | Atletismo                     | Disco A2A9 masculino                                   |
| Roberto Simonazzi | Atletismo                     | Jabalina A2A9 masculino                                |
| Uwe Mehlmann | Atletismo                     | 100 m B3 masculino                                     |
| Robert Figl | Atletismo                     | 400 m 3 masculino                                      |
| Johann Kastner | Atletismo                     | 5000 m 1C masculino                                    |
| Gregor Golombek | Atletismo                     | 5000 m 3 masculino                                     |
| Dieter Carius | Atletismo                     | 5000 m campo a través C7 masculino                     |
| Walter Spangler | Atletismo                     | Disco C3 masculino                                     |
| Hans Joseflak | Atletismo                     | Disco A4A9 masculino                                   |
| Thomas Nuss | Atletismo                     | Disco A6A8A9L6 masculino                               |
| Heinz Bohlander | Atletismo                     | Peso C6 masculino                                      |
| Rainer Guhl | Atletismo                     | Peso L5 masculino                                      |
| Norbert Antlitz | Atletismo                     | Salto de altura B2 masculino                           |
| Ulrich Striegel | Atletismo                     | Salto de longitud B3 masculino                         |
| Eugen Weiberle | Atletismo                     | Pentatlón 5 masculino                                  |
| Rita Breuer Liesel Bröckerhoff Angelika Gerstmeier Heidi Kirste Rita Laux Michaela Richter Jutta Saggau Martina Tschötschel Britt Tuna Bettina Watz | Baloncesto en silla de ruedas | Torneo femenino                                        |
| Wolfgang Kempf | Esgrima en silla de ruedas    | Florete individual 4-6 masculino                       |
| Wolfgang Kempf Dieter Leicht Günter Spieß | Esgrima en silla de ruedas    | Florete por equipos masculino                          |
| Wolfgang Kempf Wilfried Lipinski Reinhold Maus Günter Spieß                                                                                         | Esgrima en silla de ruedas    | Sable por equipos masculino                            |
| Britta Siegers | Natación                      | 100 m libre L4 femenino                                |
| Gerhard Hausleitner | Natación                      | 25 m braza 1B masculino                                |
| Gerhard Hausleitner | Natación                      | 25 m mariposa 1B masculino                             |
| Gerhard Hausleitner | Natación                      | 50 m libre 1B masculino                                |
| Michael Quickert | Natación                      | 100 m espalda C5 masculino                             |
| Michael Quickert | Natación                      | 200 m espalda C5 masculino                             |
| Michael Quickert | Natación                      | 400 m libre C5 masculino                               |
| Thomas Klinger | Natación                      | 200 m libre C8 masculino                               |
| Thomas Klinger | Natación                      | 400 m libre C8 masculino                               |
| Holger Wölk | Natación                      | 100 m braza L5 masculino                               |
| Michael Lapp | Natación                      | 400 m libre L4 masculino                               |
| Ruth Lamsbach | Tenis de mesa                 | Individual 2 femenino                                  |
| Monika Sikora | Tenis de mesa                 | Individual 4 femenino                                  |
| Equipo | Tenis de mesa                 | Equipo 4 femenino                                      |
| Peter Schmidt | Tenis de mesa                 | Individual 4 masculino                                 |
| Bruno Hassler | Tenis de mesa                 | Individual 1B masculino                                |
| Rudolf Jaksch | Tenis de mesa                 | Individual 1C masculino                                |
| Herbert Velroyen | Tenis de mesa                 | Individual TT2 masculino                               |
| Rainer Schmidt | Tenis de mesa                 | Individual TT3 masculino                               |
| Manfred Knabe | Tenis de mesa                 | Individual TT clase abierta masculino                  |
| Franz Falke | Tiro                          | Rifle de aire en tres posiciones 2-6 masculino         |
| Franz Falke | Tiro                          | Rifle de aire de rodillas 2-6 masculino                |
| Franz Falke Wolfgang Hess Loraine Schulz | Tiro                          | Rifle de aire de rodillas por equipos 2-6 mixto        |
| Anneliese Dersen | Tiro con arco                 | Doble ronda FITA clase abierta femenino                |
| Ursula Drosdziok Inge Enzmann Karin Kieblich | Tiro con arco                 | Doble ronda FITA por equipos 2-6 femenino              |
| Bronce |                               |                                                        |
| Annette Saeger | Atletismo                     | 200 m C8 femenino                                      |
| Annette Saeger | Atletismo                     | 400 m C8 femenino                                      |
| Annette Saeger | Atletismo                     | 800 m C8 femenino                                      |
| Jessica Sachse | Atletismo                     | 400 m A6A8A9L4 femenino                                |
| Jessica Sachse | Atletismo                     | Jabalina A6A8A9L6 femenino                             |
| Yolande Hansen | Atletismo                     | 800 m 1C femenino                                      |
| Barbel Zielonka | Atletismo                     | Disco A6A8A9L6 femenino                                |
| Elka Munker | Atletismo                     | Jabalina 5 femenino                                    |
| Heinrich Köberle | Atletismo                     | 400 m 1A masculino                                     |
| Heinrich Köberle | Atletismo                     | 800 m 1A masculino                                     |
| Wolfgang Petersen | Atletismo                     | 800 m 2 masculino                                      |
| Wolfgang Petersen | Atletismo                     | 1500 m 2 masculino                                     |
| Johann Schuhbauer | Atletismo                     | Jabalina 4 masculino                                   |
| Johann Schuhbauer | Atletismo                     | Pentatlón 4 masculino                                  |
| Michael Quickert | Atletismo                     | Jabalina C5 masculino                                  |
| Michael Quickert | Atletismo                     | Maza C5 masculino                                      |
| Robert Figl | Atletismo                     | 200 m 3 masculino                                      |
| Gregor Golombek | Atletismo                     | 1500 m 3 masculino                                     |
| Gunther Obert | Atletismo                     | 5000 m 1A masculino                                    |
| Errol Marklein | Atletismo                     | 5000 m 2 masculino                                     |
| Johann Kastner | Atletismo                     | Maratón 1C masculino                                   |
| Hubert Burschgens | Atletismo                     | Disco A3A9 masculino                                   |
| Hermann Nortmann | Atletismo                     | Jabalina 2 masculino                                   |
| Stefan Krieger | Atletismo                     | Jabalina C6 masculino                                  |
| Thomas Nuss | Atletismo                     | Peso A6A8A9L6 masculino                                |
| Walter Spangler | Atletismo                     | Peso C3 masculino                                      |
| Gunther Belitz | Atletismo                     | Salto de altura A2A9 masculino                         |
| Jürgen Johann | Atletismo                     | Salto de altura A4A9 masculino                         |
| Matthias Berg Max Buchin Axel Hecker Jürgen Johann                                                                                                  | Atletismo                     | 4 × 400 m A2A4-7 masculino                             |
| Wilfried Lipinski | Esgrima en silla de ruedas    | Espada individual 4-6 masculino                        |
| Heidi Kopp | Natación                      | 100 m espalda 6 femenino                               |
| Gerhard Hausleitner | Natación                      | 25 m espalda 1B masculino                              |
| Gerhard Hausleitner | Natación                      | 75 m estilos 1B masculino                              |
| Gerhard Hausleitner | Natación                      | 100 m libre 1B masculino                               |
| Michael Quickert | Natación                      | 100 m libre C5 masculino                               |
| Michael Quickert | Natación                      | 200 m libre C5 masculino                               |
| Michael Quickert | Natación                      | 200 m estilos C5 masculino                             |
| Michael Lapp | Natación                      | 100 m espalda L4 masculino                             |
| Bernd Eickemeyer | Natación                      | 100 m estilos 2 masculino                              |
| Jochen Hahnengress | Natación                      | 100 m libre L6 masculino                               |
| Christiane Weninger | Tenis de mesa                 | Individual 2-4 femenino                                |
| Birgit Bauer | Tenis de mesa                 | Individual TT7 femenino                                |
| Equipo | Tenis de mesa                 | Equipo 2 femenino                                      |
| Herbert Velroyen | Tenis de mesa                 | Individual 1A-4 masculino                              |
| Stephan Welting | Tenis de mesa                 | Individual TT3 masculino                               |
| Klaus Müller | Tenis de mesa                 | Individual TT4 masculino                               |
| Wolfgang Horsch | Tenis de mesa                 | Individual TT5 masculino                               |
| Hans Jürgen Rehder Herbert Velroyen | Tenis de mesa                 | Equipo TT2 masculino                                   |
| Equipo | Tenis de mesa                 | Equipo 2 masculino                                     |
| Loraine Schulz | Tiro                          | Rifle de aire en tres posiciones 2-6 femenino          |
| Wolfgang Hess | Tiro                          | Rifle de aire en tres posiciones 2-6 masculino         |
| Udo Wolf | Tiro con arco                 | Doble ronda FITA 2-6 masculino                         |